# 五二四事件

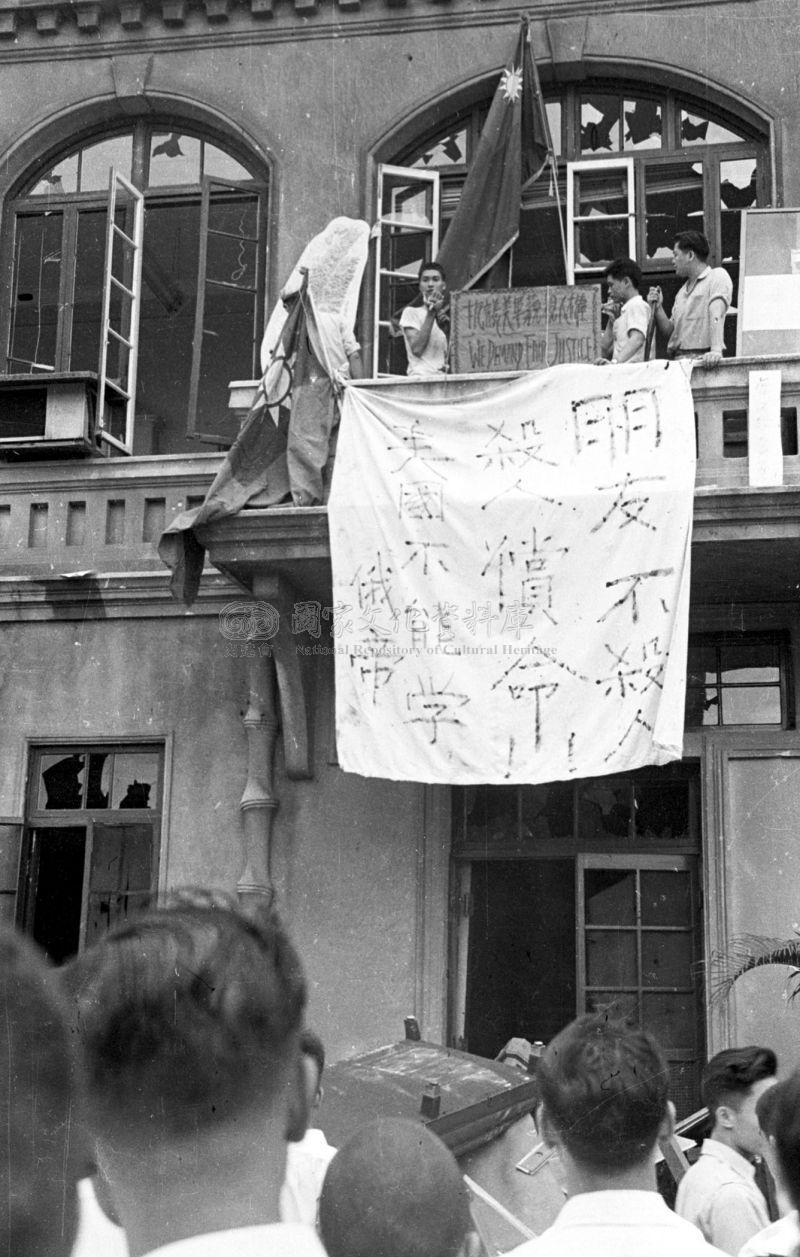
5月24日，遭群眾闖入的美國大使館。

五二四事件，又稱劉自然事件，是1957年一宗示威事件，發生於美國駐中華民國大使館所在的臺灣省臺北市（現直轄臺北市）中華路。本案為臺灣於第二次世界大戰結束後少有的幾次反美事件之一，亦為臺灣戒嚴時期罕見之大規模示威活動。

## 背景
1957年3月20日，中華民國陸軍少校暨革命實踐研究院学员劉自然在參加友人婚宴返家途中，於十一點在臺北市陽明山美軍宿舍群區內驻臺美军陸軍上士羅伯特·雷諾（Robert G. Reynolds）公寓（陽明山管理局中正路一段6巷B1，現址為湖山路一段6巷3號）外遭槍擊。臺北市警察局陽明山分駐所留守警員莊春水接獲報案電話，急忙向外事組組長韓甲黎報告：「韓組長，美軍眷社區B-1發生事情，趕快去。」據媒體報導，劉自然身中兩槍，除正面一槍為近距離射擊胸部外，腹部亦有一較遠距離射擊造成之創口，於離該公寓約50公尺斜坡處面向公寓、呈仰姿身亡；嫌犯為罗伯特·雷诺，報案者是雷諾家女傭姚李妹。韓甲黎逮捕雷诺並做完筆錄後，欲將雷诺移送臺灣士林地方法院檢察署。駐台美军宪兵稱雷諾是美軍顧問團團員，具有外交豁免权，阻止移送。之后，美軍軍事法庭对此案进行审理，雷诺声称有人偷看其妻洗澡，才开了第一枪打中刘自然；雷诺與其妻声称，在雷诺要其妻告訴姚李妹報案之後，雷诺看到刘自然手持武器向他走近，才開了第二槍；一住在附近的士官也作證，兩次槍響之間間隔了35秒到一分鐘。但是，臺北市警察局称，刘自然身处灯光之中，被近距离射击，且尸体并不在雷诺所说的地点。5月20日，美军軍事法庭在美軍顧問團位於台北市信義路海軍輔助通信營區（Naval Auxiliary Communications Center；後為美國在台協會舊址）的團本部開庭，陪審團由五名上校和三名士官組成，全部為駐台美軍憲兵。軍事法庭於5月23日宣布，雷诺的误杀罪不成立，無罪释放。一时之间，全臺舆论哗然。

## 事發过程

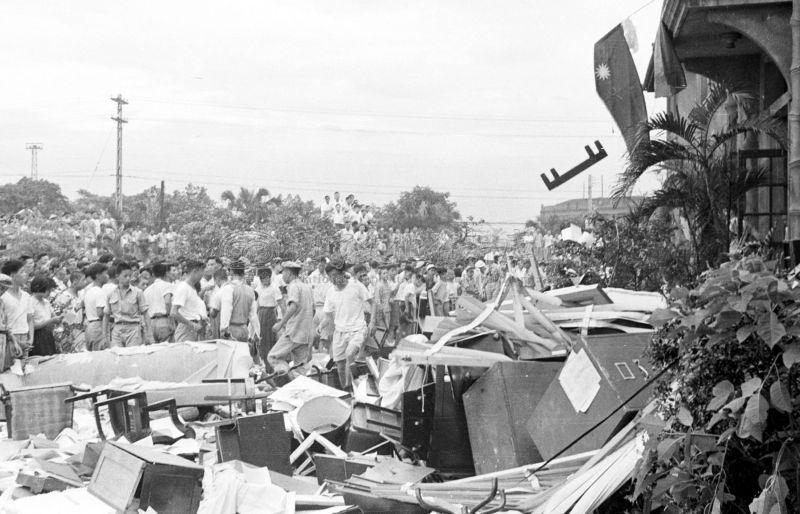
5月24日，被群眾破壞的美國大使館。

1957年5月24日，劉自然的遗孀奥特华投書《聯合報》：「我憤慨，我痛哭，我抗議，我控訴！可是我是一個孤苦伶仃的弱女子，我祇有向社會呼籲、向政府請求：請你們伸出援助的手，為先夫伸冤，為國人爭人權！」上午10時，奧特華身着黑色喪服，由表兄陪同到美國駐中華民國大使館（臺北市中正路1842號）大門前抗议，举著一块用中、英文书写的“殺人者無罪？我控诉，我抗议”看板。12时，中國廣播公司記者至现场採訪，奥特华通过廣播哭诉，群眾前往圍觀。13時，有人大喊“雷诺已经坐飛機走了”，群眾當場义愤填膺。越來越多臺北市民在美国大使馆附近围观。下午1時半左右，聚集民眾開始朝美國大使館丟擲石頭。14时30分左右，聚集民众人數增至六千人，並高喊「殺人償命」、「打倒帝國主義」，开始以石頭、磚塊、木棍攻擊美国大使馆；随后，有人翻越圍牆進入美国大使馆並砸毁汽车、家具，烧毁文件，并殴打馆员。大批群眾撕下美國國旗，破壞美國大使館新聞處，並包圍美軍協防臺灣司令部，甚至對警察車輛縱火，衝入派出所。当时是威權統治的戒嚴時代，任何遊行、示威、抗议不但违法，且是當時蔣中正政府最為忌憚的行為；然而此次一反常態，事發之後，臺北市警察局姗姗来迟，使得美國大使馆陷入混乱之中长达十個小時之久。

## 事後

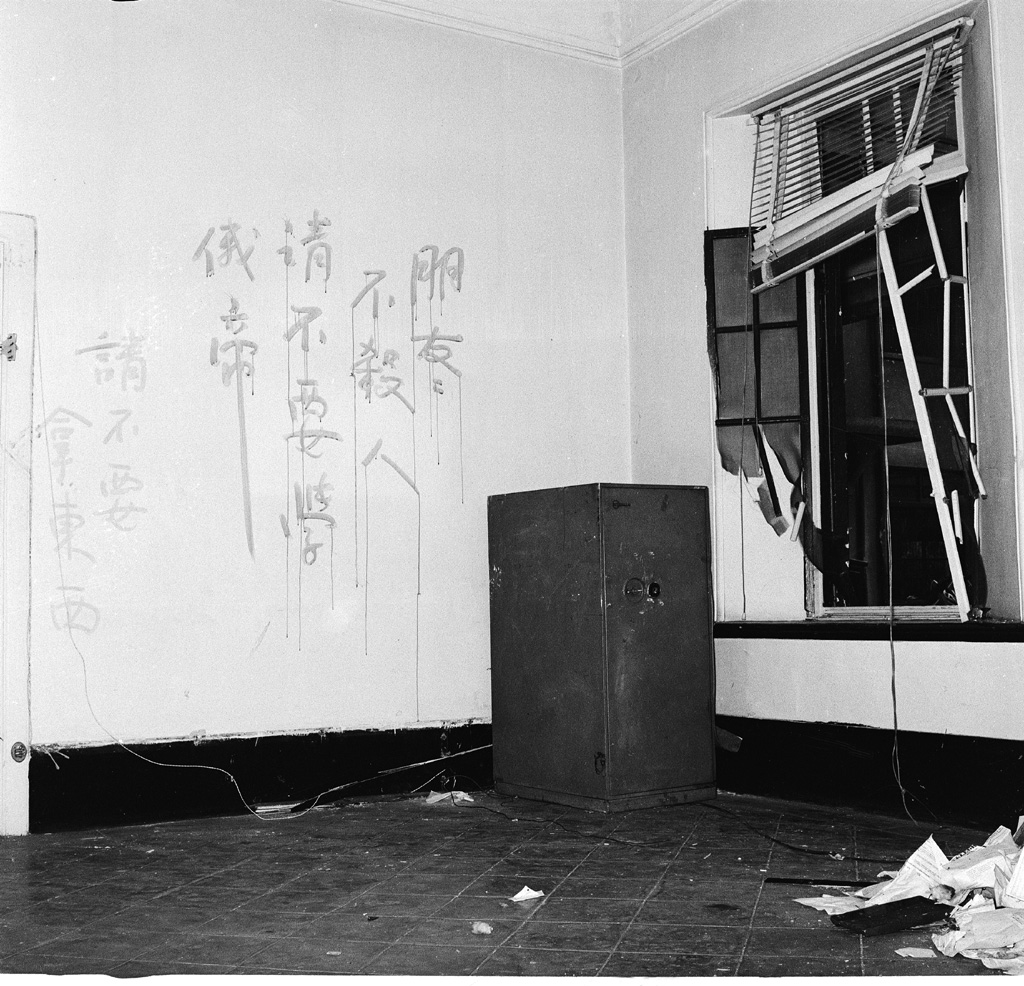
被破壞的美國大使館內部

1957年5月24日晚間，臺北衛戍司令部發布戒嚴令「(46)癸收字第259號」，宣布依《戒嚴法》規定，本日19時起臺北市及陽明山管理局進入戒嚴狀態、晚上實施宵禁；因為台灣早已實施戒嚴，此時再次戒嚴，形成所謂的「雙重戒嚴」。臺北衛戍司令部下令臺北市警察局與憲兵司令部臺北憲兵隊驅散群眾；在清場過程中，3人死亡，38人受傷，111人遭到逮捕。
1957年5月25日，美軍顧問團致電美國國防部，表示有證據顯示該事件是「早有預謀的安排」。同日，美国駐華大使藍欽向中華民國外交部提出抗议，中華民國外交部部長葉公超代表政府道歉並同意賠償一切損失，中華民國駐美國大使董顯光向美國國務院提交道歉照會。
1957年5月26日，中華民國總統蔣中正於士林官邸召见藍欽，并道歉。不久后，中華民國參謀總長彭孟緝上將、臺北衛戍司令部司令黄珍吾中將、宪兵司令部司令刘炜中將、臺灣省政府警務處處長樂幹先后遭到撤职。
蔣中正認為該事件暴露情治偵察系統混亂，遂將臺北衛戍司令部、臺灣防衛總司令部、臺灣省保安司令部、臺灣省民防司令部等單位合併整編為臺灣警備總司令部。行政院院長俞鸿钧請辭，但獲慰留。遭到逮捕的111人中，71人被宣布无罪释放，40人被判处6个月到1年有期徒刑。這起判決，本由蔣中正指定限期宣判；1957年6月24日，行政院副院長黃少谷等上簽呈予蔣中正和俞鴻鈞，建議輕判。《中華日報》記者戴獨行（後任《聯合報》影劇記者）入獄5年，1962年出獄。《民眾日報》編輯林振霆被以叛亂罪逮捕，判處無期徒刑，坐牢27年才出獄，2009年10月病逝於行政院國軍退除役官兵輔導委員會岡山榮譽國民之家。
該事件凸顯駐臺美軍官兵與當地居民生活水準之落差所造成的摩擦怨懟，以及其因享有外交官待遇而不受中华民国法律管轄所衍生的問題。然而，亦有人認為此事與國防部總政治部主任兼中國青年反共救國團主任蔣經國有關，因為示威群眾中有臺北市立成功中學高中部學生參與且由該校教官帶領，並且前成功中學校長潘振球與蔣經國關係密切。該年9月，來臺负责调查该事件的美國總統特別助理李查茲（James P. Richards）对蒋介石表示，蒋经国领导的救國團在事件中扮演积极角色；蒋介石對此不置可否。後來，蒋介石为缓和中華民國政府與美國政府之緊張關係，将蒋經國暂時調离情治系统，改為出任行政院國軍退除役官兵就業輔導委員會主任委員；此后，蒋經國带领國軍退伍军人修建中横公路。事件發生後，中華民國政府與美國政府加緊協商先前即已開始的「在華美軍地位協定」談判，但由於在司法管轄權的議題上意見相左，一直遲遲未有下文。1964年11月4日，中美「天兵六號演習」結束後，由琉球來臺參加天兵六號演習之美軍爆發醜聞：三名美國黑人士兵在彰化县埤头乡和丰村一帶輪姦並毆傷一當地婦女，使得美國政府不得不正視駐臺美軍紀律問題。1965年8月31日，中華民國外交部部長沈昌煥與美國駐華臨時代辦高立夫正式簽訂《中華民國與美利堅合眾國關於在中華民國之美軍地位協定》，簡稱《在華美軍地位協定》。
前中華民國外交部部長錢復的回憶錄指出，1954年中華民國政府與美國政府簽訂《中美共同防禦條約》，當時兩國以一項臨時協議規定，在《中美共同防禦條約》生效前，所有執行協防之美軍單位及其人員都比照美國大使館，享受完全的外交待遇；正因這項臨時協議，讓雷諾被判無罪。
該事件發生時的成功中學高中部三年甲班班長裴源有一份當天去美國大使館的學生名單，包括外交官冷若水、司法院大法官王澤鑑、作家陳映真、前行政院新聞局局長邵玉銘、前中華民國財政部次長王政一、醫師高明見等；他們抵達美國大使館後呼口號，看到聯勤44兵工廠及聯勤61兵工廠員工開車載來一批齊眉棍似的鐵條。
該事件發生時的中廣記者洪縉曾蹲在美國大使館前錄音訪問奧特華，《聯合報》記者蕭菁叼著香菸猛記筆記，奧特華向他們控訴美軍軍事法庭審判不公。《中央日報》記者蘇玉珍（後任《台灣新生報》社長）稍晚到場，請洪縉曾播放奧特華講話的錄音帶給她聽。洪縉曾採訪完奧特華以後，趕回中廣總部從事後期製作要播出，卻接到中廣副總經理羅學濂電話通知「別製作這條新聞」，他只能照辦。兩天後，洪縉曾被臺灣警備總司令部保安處吉普車載去偵訊室，他聽到兩旁房間傳來哀嚎聲。臺灣警備總司令部保安處偵訊人員問洪縉曾為何去採訪奧特華、為何播放奧特華講話的錄音帶給其他記者聽，還拿出一張蔣經國簽名的公文給他看，對他說「上面很重視這個案子」。偵訊人員買飯給洪縉曾吃，他拒吃卻被強迫注射營養針。最後，洪縉曾在偵訊室被留置一天一夜，隔天偵訊人員通知中廣派人接回。
該事件發生時，《徵信新聞》創辦人紀忠獲報，動員多名記者前往採訪。隔天，《徵信新聞》以三、四版報導該事件始末，余紀忠親自撰寫社論〈同胞們，現在不是逞意氣的時候！〉；社論稱，「從整個國家的利益看，發洩的手段是禁不起理智考驗，對國家是有重大影響的」，「為劉案的不平、正義的伸張，我們應該責成政府為人權抗爭、對國民交代；我們要站在法的立場，辨明是非；更要依理依法，解決不幸事件造成的根源，那就是『取消美軍所享不受當地法權管轄的特權』」。
1957年6月10日，《生活雜誌》刊登報導〈台灣發飆 妨礙友誼〉，搭配資深攝影記者張廣基於該事件發生時冒險搶拍的照片，報導該事件：「自由世界中最互相依賴的盟邦美國與中華民國，上周忙著化解因誤會與顢頇而造成的緊張情勢。由於美軍法庭釋放一名槍殺本地人的美軍士官，導致美國大使館遭大批民眾闖入搗毀，並造成十一名美國人受傷。」「整起事件的幕後原因，應是國民黨人不滿退守台灣，及對富有的外國人累積不滿情緒所致。美方雖已接受國民黨政府道歉，蔣介石總統甚至公開罪己，但誠如一位美方人士說：『這個事件撕裂的傷口得長期療養。』」張廣基搶拍的照片，包括奧特華接受洪縉曾與蕭菁採訪的照片。

## 各方反應
- 1957年5月26日，在日本的臺灣共和國臨時政府大統領廖文毅在東京基督教青年會館針對此事對記者發表聲明，表示5月24日反美暴動係為「國府特務」的陰謀，與臺灣人無關係。[23]
- 蔣經國在1957年5月24日日記中記錄：「今日，台北群眾因不滿軍事法庭對劉自然案之判決，舉行示威，並搗亂美大使館與美新聞處，造成對國家最不幸之事件。痛苦萬分，且自感有失職責之處，惶愧非常。」「為美軍法庭判殺人犯無罪一事，余憤慨到了極點，甚至想到拒絕美方之邀取消訪美之計畫。此情感之衝動也。」顯示他對群眾行為在情感的認同。[24]:46隔日日記卻記：「由於群眾之盲目衝動、流氓之有計畫搗亂、青年之幼稚附和，造成了昨日搗毀美使館之嚴重事件，使國家之聲譽及父親之威望蒙受莫大之損害，痛心至極。同時，對於少數青年之參加不法行動、以及憲警之不力，在良心上與事實上皆須負重大之責任。今日思之，無任惶憾不安，實為從來所未有之打擊。」「昨今兩日，曾以全力阻止學生之遊行，並協助治安軍事機關處理此案。而外面則有謠言謂此乃救國團所策動之反美運動，而美國人亦懷疑此事與我有關。嗚呼！我在此時只有呼天了！」[24]:47
- 蔣經國在1957年5月29日日記中記：「十時出席總動員月會，父親曾痛心責備搗毀美使館之事件，謂過了六十年尚不能接受義和團的亡國教訓，殊實可嘆，並認為此乃最大之國恥。當晚拜見父親，父親嚴責處理案件之遲緩。」[24]:49在1957年5月31日的日記中，蔣經國藉此事對陳誠反擊：「不幸事件發生之後，政敵們即藉此造謠攻擊，將一切責任推在我的身上，企圖把我描寫成為國家的罪人。陳誠竟公開對倪文亞說：『這都是蔣經國幹的好事！』陳對其他人亦曾做同樣的說法，余對此並不感奇怪、亦不去憤慨。不過，由此可以證明陳誠之卑鄙和虛偽，余心裡明白就好。」並說：「陳誠於廿三日夜間要各報寫社論反對美方對於雷諾之判決，這是廿四日事件之導火線。余本隱惡原則，未對任何人道及此事。日久見人心，一切自會有澄清之一日，余何憂哉？」研究蔣經國日記的台北市信民兩岸研究協會理事長黃清龍認為，這是蔣經國很明顯透過日記向父親告陳誠的狀。[24]:49-50